# Орден Берты
Орден Берты (нем. Bertha-Orden) — государственная награда германского государства Липпе-Детмольд, сохранявшего свой автономный статус и собственного монарха в составе Германской империи (Второго рейха).

## История и описание
Орден Берты был учреждён князем Леопольдом IV Липпе-Детмольдским в 1910 году и был назван в честь его супруги, княгини Берты Гессен-Филиппсталь-Бархфельдской.
Орден предназначался для награждения женщин и являлся высшей женской наградой Липпе. Орденом могли быть награждены все женщины, как замужние, так и девицы, за заслуги в сфере благотворительности, в церковной или в общественной сфере, за многолетнюю и беспорочную службу, а также за какие-либо другие выдающиеся действия.
Орден состоял из трёх степеней:
- Орден Берты с короной
- Орден Берты без короны
- Женский крест за заслуги
- И орденской медали, которая, фактически, составляла низшую, четвёртую степень ордена.

Знак ордена Берты без короны представляет собой серебряный неравноконечный крест (нижний конец несколько удлинён), покрытый тёмно-красной эмалью. На нижнем конце креста размещается дата учреждения ордена: 1910. В центре креста расположен медальон, покрытый светло-красной эмалью, украшенный накладным серебряным вензелем LB (Леопольд и Берта), опоясанный серебряным накладным лавровым венком и увенчанный миниатюрной княжеской короной. Женский крест за заслуги имеет такую же форму, но без эмали. К знаку ордена Берты с короной добавлялась вторая, более крупная корона сверху креста.
Орден Берты носился на белой ленте с красно-бело-красными боковыми полосами с обеих сторон. Крест заслуг и медаль носились на желтой ленте с красно-желто-красными боковыми полосами.
После провозглашения Веймарской республики в 1918 году, орден, просуществовавший всего восемь лет, был упразднён вместе с автономией (номинальным суверенитетом) Липпе-Детмольда. По этой причине число его получательниц осталось относительно небольшим, причём почти все они получили орден Берты без короны, крест или медаль.
Что же касается высшей степени ордена, то орден Берты с короной был зарезервирован исключительно для правящих княгинь Липпе и был легитимно вручён только один раз: самой княгине Берте (30 мая 1910 года). Княгиня Берта скончалась в 1919 году, после чего утративший свой престол Леопольд женился второй раз, на принцессе Анне Изенбург-Бюдингенской, которой он 30 мая 1922 года также пожаловал орден Берты, но уже в партикулярном порядке. За этим единственным исключением, после 1918 года орден (в том числе и остальных степеней) больше никому не вручался.